# Nydal
Nydal is een plaats in de Noorse gemeente Ringsaker, fylke Innlandet. Nydal telt 640 inwoners (2007) en heeft een oppervlakte van 0,62 km².